# Cog (software)
Cog è un lettore multimediale open source per il sistema operativo macOS. Ha un'interfaccia semplice e leggera, e supporta molti formati audio.

## Caratteristiche

### Generali
- riproduzione continua (gapless)
- supporto per Last.fm
- supporto per Growl
- scorciatoie da tastiera globali
- pannello File
- pannello Info
- riproduzione casuale
- Aggiornamento automatico

### Formati audio
- AAC
- AIFF
- Apple Lossless
- Free Lossless Audio Codec (FLAC)
- Monkey's Audio
- MP3
- Musepack
- Ogg Vorbis
- Shorten
- WavPack
- WAV
- Musica per video game nei formati (NSF, GBS, GYM, SPC, VGM, HES, e altri)
- formati tracker (IT, S3M, XM, MOD)
- CUE

### Formati di Playlist
- M3U
- PLS

### Formati di Metadata
- commenti Vorbis
- tag ID3 v1.0, 1.1, 2.3+
- tag FLAC
- tag APEv1 e APEv2

## Lingue
- Inglese
- Francese
- Tedesco
- Greco
- Ebraico
- Svedese
- Catalano
- Olandese
- Russo
- Spagnolo
- Cinese